# 弯嘴斑䳍
，是䳍形目䳍科的一种鸟类。

## 特征
弯嘴斑䳍体重约376克，翼长约160.2毫米，嘴峰长约29.4毫米，喙宽度约5.7毫米，喙厚度约5.9毫米，跗蹠长约34.6毫米，尾长约55.2毫米。弯嘴斑䳍在其分布区内为留鸟，其栖息在半开放的草原环境中，食性为草食性。

## 亚种
- ：分布于厄瓜多尔中部的安第斯山脉到秘鲁北部（鷲峰國家公園，科迪勒拉山系）。
- ：分布于秘鲁北部和中部的安第斯山脉（南至瓦努科）。[4]